# 陈桥镇 (金湖县)
陈桥镇，是中华人民共和国江苏省淮安市金湖县下辖的一个乡镇级行政单位。2018年7月撤消，振兴、新丰、张坝、丰乐、前进5个村委会和兴隆居委会区域为吕良镇，军王、南宁、新港、新桥、邬桥、万坝6个村委会和新宁居委会区域为金北街道行政区域。。

## 行政区划
陈桥镇下辖以下地区：
新宁社区、兴隆社区、新港社区、军王村、南宁村、新桥村、邬桥村、万坝村、振兴村、丰乐村、前进村、新丰村和张坝村。